# Анновацци, Карло
Карло Анновацци (итал. Carlo Annovazzi) (24 мая, 1925, Милан, Италия — 10 октября 1980, Милан, Италия) — итальянский футболист и тренер, прежде всего известный по выступлениям за клубы «Милан» и «Аталанта», а также национальную сборную Италии.

## Клубная карьера
В профессиональном футболе дебютировал в 1945 году выступлениями в составе «Милан», в котором провел восемь сезонов, приняв участие в 281 матче чемпионата. Большинство времени, проведенного в составе «Милана», был основным игроком команды.
Своей игрой за эту команду привлек внимание представителей тренерского штаба клуба «Аталанта», к составу которого присоединился в 1953 году. Сыграл за бергамский клуб следующие пять сезонов своей игровой карьеры. Играя в составе «Аталанты» также выходил на поле в основном составе команды.
Впоследствии с 1958 по 1960 год играл в составе клубов «Анкониата» и «Про Патрия».
Завершил профессиональную игровую карьеру в клубе «Кастелло», за который выступал в течение 1960—1961 годов.

## Карьера за сборную
В 1947 году дебютировал в официальных матчах в составе национальной сборной Италии. За главную команду страны провел 17 матчей. В составе сборной был участником чемпионата мира 1950 года в Бразилии.